# The Matinee Idol
The Matinee Idol is een Amerikaanse filmkomedie uit 1928 onder regie van Frank Capra. De film werd destijds in Nederland uitgebracht onder de titel Het meisje van de variété.

## Verhaal
Don Wilson is een bekende acteur op Broadway. Hij vlucht weg uit de stad om zijn dwepende bewonderaarsters te ontlopen. Hij sluit zich aan bij een reizend toneelgezelschap en hij wordt er al vlug verliefd op actrice Ginger Bolivar. Ze voeren een melodrama op over de Burgeroorlog. Wanneer de producent van Don het stuk ziet, vindt hij het grappig. Hij vindt dat Don het moet gebruiken in zijn voorstelling.

## Rolverdeling
| Acteur          | Personage       |
| --------------- | --------------- |
| Bessie Love     | Ginger Bolivar  |
| Johnnie Walker  | Don Wilson      |
| Ernest Hilliard | Arnold Wingate  |
| Lionel Belmore  | Jasper Bolivar  |
| David Mir       | Eric Barrymaine |